# NGC 6897
NGC 6897 é uma galáxia espiral (Sbc) localizada na direcção da constelação de Capricornus. Possui uma declinação de -12° 15' 18" e uma ascensão recta de 20 horas, 21 minutos e 01,3 segundos.
A galáxia NGC 6897 foi descoberta em 28 de Junho de 1863 por Albert Marth.